# Frederick Lancaster
Frederick Wilfrid «Wilf» Lancaster (Durham, Reino Unido, 4 de septiembre de 1933 - Urbana, Illinois, Estados Unidos, 25 de agosto de 2013) fue un documentalista e informatólogo inglés. Investigador en el ámbito de la Información y la Documentación. Sus áreas de estudio han sido dirigidas a la Recuperación de información, desde el control del vocabulario hasta su evaluación, haciendo especial énfasis en la indización.

## Biografía
Nació en Durham (Inglaterra) y estudió Biblioteconomía en Newcastle, licenciándose en 1954. Trabajó como bibliotecario en la red pública de bibliotecas de Newcastle, pero en 1959 emigró a EE UU. Comenzó su carrera investigadora en 1963 siguiendo una línea novedosa surgida en la década de los 60 en sistemas de información: la Recuperación de información.
Primero participó junto a Joahnningsmeier en el proyecto de evaluación SHARP. Su siguiente proyecto fue la evaluación del sistema MEDLARS, el sistema de análisis y recuperación de publicaciones médicas de la National Library of Medicine, que provocaría un gran impacto en la comunidad científica. Utilizó la metodología que Cyril Cleverdon diseñó en los proyectos Cranfield y duró desde 1966 a 1967. Lancaster dilucidó los aspectos por los que la recuperación de información fallaba, siendo la indización, la estrategia de búsqueda y la interacción usuario-sistema los que abarcasen hasta el 87% de los errores producidos. Las conclusiones de este trabajo han servido de comparación sobre la efectividad de la recuperación de información en trabajos posteriores, como el proyecto SMART dirigido por Gerard Salton.
Fruto de este proyecto y de otros de investigación, Lancaster propuso, en coautoría con EG Fayen, 6 criterios para evaluar el acierto de los sistemas de recuperación de información:
- 1º Cobertura
- 2º Exhaustividad
- 3º Precisión
- 4º Tiempo de respuesta
- 5º Esfuerzo del usuario
- 6º Formato de presentación.

Abandonó la National Library of Medicine en 1968 para ingresar como profesor asociado en la Escuela de Biblioteconomía y Documentación de la Universidad de Illinois, convirtiéndose en profesor titular en 1972. Fue nombrado profesor emérito de Ciencias de la Información en la Universidad de Illinois en 1992.
Colaboró con los servicios de inteligencia de los EE. UU. desde 1970 hasta 1978. También participó en el tesauro de la UNESCO y en la Corporación Saul Herner.
Falleció el 25 de agosto de 2013 en la localidad estadounidense de Urbana, a los 79 años de edad.

## Obra y reconocimientos
Su producción abarca 9 monografías traducidas a varios idiomas, y ha publicado decenas de artículos e informes en revistas de todo el mundo. Ha obtenido el 4 ocasiones el Premio de la American Society for Information Science (ASIS) al mejor libro publicado:
- 1970: Evaluación de sistemas documentales.
- 1974: Recuperación de Información en línea (en coautoría con EG Fayen).
- 1978: Hacia los sistemas de información sin papel.
- 1992: Indización y resumen. Teoría y práctica.

También se le concedió el Premio de la American Library Association (ALA) en 1978 por la segunda edición del manual Evaluación de bibliotecas, obra considerada como una de las más importantes en los últimos 25 años en el ámbito de la Información y Documentación. 
En 1988 recibió el Premio ASIST al Mérito Académico.
Otras obras suyas son El control del vocabulario en la Recuperación de Información, Information Retrival Today, Lineamiento para la recopilación de Bases de Datos o Ensayos sobre las bibliotecas del siglo XXI, donde también participa como editor. Firma sus obras como FW Lancaster.